# Walckenaeria
Walckenaeria là một chi nhện trong họ Linyphiidae.

## Các loài
Các loài trong chi này gồm:
- Walckenaeria abantensis Wunderlich, 1995
- Walckenaeria aberdarensis (Holm, 1962)
- Walckenaeria acuminata Blackwall, 1833
- Walckenaeria aenea Millidge, 1983
- Walckenaeria afur Thaler, 1984
- Walckenaeria aksoyi Seyyar, Demir & Türkes, 2008
- Walckenaeria alba Wunderlich, 1987
- Walckenaeria allopatriae Jocqué & Scharff, 1986
- Walckenaeria alticeps (Denis, 1952)
- Walckenaeria anceps Millidge, 1983
- Walckenaeria angelica Millidge, 1979
- Walckenaeria angustifrons (Simon, 1884)
- Walckenaeria antica (Wider, 1834)
- Walckenaeria aprilis Millidge, 1983
- Walckenaeria arcana Millidge, 1983
- Walckenaeria arctica Millidge, 1983
- Walckenaeria atrotibialis (O. P.-Cambridge, 1878)
- Walckenaeria auranticeps (Emerton, 1882)
- Walckenaeria aurata Millidge, 1983
- Walckenaeria baborensis Bosmans, 1993
- Walckenaeria basarukini Eskov & Marusik, 1994
- Walckenaeria bifasciculata Tanasevitch, 1987
- Walckenaeria bifida Millidge, 1983
- Walckenaeria blanda Millidge, 1983
- Walckenaeria breviaria (Crosby & Bishop, 1931)
- Walckenaeria brevicornis (Emerton, 1882)
- Walckenaeria brucei (Tullgren, 1955)
- Walckenaeria camposi Wunderlich, 1992
- Walckenaeria caobangensis Tu & Li, 2004
- Walckenaeria capito (Westring, 1861)
- Walckenaeria carolina Millidge, 1983
- Walckenaeria castanea (Emerton, 1882)
- Walckenaeria cavernicola Wunderlich, 1992
- Walckenaeria chikunii Saito & Ono, 2001
- Walckenaeria chiyokoae Saito, 1988
- Walckenaeria christae Wunderlich, 1995
- Walckenaeria cirriceps Thaler, 1996
- Walckenaeria clavicornis (Emerton, 1882)
- Walckenaeria claviloba Wunderlich, 1995
- Walckenaeria clavipalpis Millidge, 1983
- Walckenaeria cognata Holm, 1984
- Walckenaeria columbia Millidge, 1983
- Walckenaeria communis (Emerton, 1882)
- Walckenaeria coniceps Thaler, 1996
- Walckenaeria coreana (Paik, 1983)
- Walckenaeria corniculans (O. P.-Cambridge, 1875)
- Walckenaeria cornuella (Chamberlin & Ivie, 1939)
- Walckenaeria cretaensis Wunderlich, 1995
- Walckenaeria crocata (Simon, 1884)
- Walckenaeria crocea Millidge, 1983
- Walckenaeria crosbyi (Fage, 1938)
- Walckenaeria cucullata (C. L. Koch, 1836)
- Walckenaeria cuspidata Blackwall, 1833
  - Walckenaeria cuspidata brevicula (Crosby & Bishop, 1931)
  - Walckenaeria cuspidata obsoleta Chyzer & Kulczynski, 1894
- Walckenaeria cylindrica Xu, 1994
- Walckenaeria cyprusensis Wunderlich, 1995
- Walckenaeria dalmasi (Simon, 1914)
- Walckenaeria denisi Thaler, 1984
- Walckenaeria digitata (Emerton, 1913)
- Walckenaeria directa (O. P.-Cambridge, 1874)
- Walckenaeria discolor Millidge, 1983
- Walckenaeria dixiana (Chamberlin & Ivie, 1944)
- Walckenaeria dondalei Millidge, 1983
- Walckenaeria dulciacensis (Denis, 1949)
- Walckenaeria dysderoides (Wider, 1834)
- Walckenaeria elgonensis Holm, 1984
- Walckenaeria emarginata Millidge, 1983
- Walckenaeria erythrina (Simon, 1884)
- Walckenaeria exigua Millidge, 1983
- Walckenaeria extraterrestris Bosmans, 1993
- Walckenaeria faceta Millidge, 1983
- Walckenaeria fallax Millidge, 1983
- Walckenaeria floridiana Millidge, 1983
- Walckenaeria fraudatrix Millidge, 1983
- Walckenaeria furcillata (Menge, 1869)
- Walckenaeria fusca Rosca, 1935
- Walckenaeria fusciceps Millidge, 1983
- Walckenaeria fuscocephala Wunderlich, 1987
- Walckenaeria gertschi Millidge, 1983
- Walckenaeria gologolensis Scharff, 1990
- Walckenaeria golovatchi Eskov & Marusik, 1994
- Walckenaeria gomerensis Wunderlich, 1987
- Walckenaeria grandis (Wunderlich, 1992)
- Walckenaeria hamus Wunderlich, 1995
- Walckenaeria heimbergi Bosmans, 2007
- Walckenaeria helenae Millidge, 1983
- Walckenaeria hierropalma Wunderlich, 1987
- Walckenaeria ichifusaensis Saito & Ono, 2001
- Walckenaeria incisa (O. P.-Cambridge, 1871)
- Walckenaeria incompleta Wunderlich, 1992
- Walckenaeria indirecta (O. P.-Cambridge, 1874)
- Walckenaeria inflexa (Westring, 1861)
- Walckenaeria insperata Millidge, 1979
- Walckenaeria intoleranda (Keyserling, 1886)
- Walckenaeria iviei Millidge, 1983
- Walckenaeria jocquei Holm, 1984
- Walckenaeria kabyliana Bosmans, 1993
- Walckenaeria karpinskii (O. P.-Cambridge, 1873)
- Walckenaeria katanda Marusik, Hippa & Koponen, 1996
- Walckenaeria kazakhstanica Eskov, 1995
- Walckenaeria keikoae Saito, 1988
- Walckenaeria kikogensis Scharff, 1990
- Walckenaeria kochi (O. P.-Cambridge, 1872)
- Walckenaeria koenboutjei Baert, 1994
- Walckenaeria korobeinikovi Esyunin & Efimik, 1996
- Walckenaeria kulalensis Holm, 1984
- Walckenaeria languida (Simon, 1914)
- Walckenaeria latens Millidge, 1983
- Walckenaeria lepida (Kulczynski, 1885)
- Walckenaeria maesta Millidge, 1983
- Walckenaeria mariannae Bosmans, 1993
- Walckenaeria martensi Wunderlich, 1972
- Walckenaeria mauensis Holm, 1984
- Walckenaeria mengei Bösenberg, 1902
- Walckenaeria meruensis Tullgren, 1910
- Walckenaeria mesus (Chamberlin, 1949)
- Walckenaeria mexicana Millidge, 1983
- Walckenaeria microps Holm, 1984
- Walckenaeria microspiralis Millidge, 1983
- Walckenaeria minuscula Holm, 1984
- Walckenaeria minuta (Emerton, 1882)
- Walckenaeria mitrata (Menge, 1868)
- Walckenaeria monoceras (Chamberlin & Ivie, 1947)
- Walckenaeria monoceros (Wider, 1834)
- Walckenaeria neglecta Bosmans, 1993
- Walckenaeria nepalensis Wunderlich, 1972
- Walckenaeria ngorongoroensis Holm, 1984
- Walckenaeria nigeriensis Locket & Russell-Smith, 1980
- Walckenaeria nishikawai Saito, 1986
- Walckenaeria nodosa O. P.-Cambridge, 1873
- Walckenaeria nudipalpis (Westring, 1851)
- Walckenaeria obtusa Blackwall, 1836
- Walckenaeria occidentalis Millidge, 1983
- Walckenaeria ocularis Holm, 1984
- Walckenaeria oregona Millidge, 1983
- Walckenaeria orghidani Georgescu, 1977
- Walckenaeria orientalis (Oliger, 1985)
- Walckenaeria pallida (Emerton, 1882)
- Walckenaeria palmgreni Eskov & Marusik, 1994
- Walckenaeria palmierro Wunderlich, 1987
- Walckenaeria palustris Millidge, 1983
- Walckenaeria parvicornis Wunderlich, 1995
- Walckenaeria pellax Millidge, 1983
- Walckenaeria perdita (Chamberlin, 1949)
- Walckenaeria picetorum (Palmgren, 1976)
- Walckenaeria pinocchio (Kaston, 1945)
- Walckenaeria pinoensis Wunderlich, 1992
- Walckenaeria placida (Banks, 1892)
- Walckenaeria plumata Millidge, 1979
- Walckenaeria prominens Millidge, 1983
- Walckenaeria puella Millidge, 1983
- Walckenaeria pullata Millidge, 1983
- Walckenaeria pyrenaea (Denis, 1952)
- Walckenaeria reclusa Millidge, 1983
- Walckenaeria redneri Millidge, 1983
- Walckenaeria rufula Millidge, 1983
- Walckenaeria rutilis Millidge, 1983
- Walckenaeria ruwenzoriensis (Holm, 1962)
- Walckenaeria saniuana (Chamberlin & Ivie, 1939)
- Walckenaeria serrata Millidge, 1983
- Walckenaeria simplex Chyzer, 1894
- Walckenaeria solivaga Millidge, 1983
- Walckenaeria spiralis (Emerton, 1882)
- Walckenaeria stepposa Tanasevitch & Piterkina, 2007
- Walckenaeria striata Wunderlich, 1987
- Walckenaeria stylifrons (O. P.-Cambridge, 1875)
- Walckenaeria subdirecta Millidge, 1983
- Walckenaeria subpallida Millidge, 1983
- Walckenaeria subspiralis Millidge, 1983
- Walckenaeria subvigilax Millidge, 1983
- Walckenaeria suspecta (Kulczynski, 1882)
- Walckenaeria tanzaniensis Jocqué & Scharff, 1986
- Walckenaeria teideensis Wunderlich, 1992
- Walckenaeria tenella Millidge, 1983
- Walckenaeria tenuitibialis Bosmans, 1993
- Walckenaeria teres Millidge, 1983
- Walckenaeria thrinax (Chamberlin & Ivie, 1933)
- Walckenaeria tibialis (Emerton, 1882)
- Walckenaeria torta Bosmans, 1993
- Walckenaeria tricornis (Emerton, 1882)
- Walckenaeria tumida (Crosby & Bishop, 1931)
- Walckenaeria turbulenta Bosmans, 1993
- Walckenaeria tystchenkoi Eskov & Marusik, 1994
- Walckenaeria uenoi Saito & Irie, 1992
- Walckenaeria unicornis O. P.-Cambridge, 1861
- Walckenaeria uzungwensis Scharff, 1990
- Walckenaeria vigilax (Blackwall, 1853)
- Walckenaeria vilbasteae Wunderlich, 1979
- Walckenaeria weber (Chamberlin, 1949)
- Walckenaeria westringi Strand, 1903
- Walckenaeria wunderlichi Tanasevitch, 1983
- Walckenaeria yunnanensis Xia et al., 2001